# خارپشت سینه‌سفید شمالی
خارپشت سینه‌سفید شمالی (نام علمی: Erinaceus roumanicus) نام یک گونه از سرده جوجه‌تیغی‌های گوش‌کوچک است.